# Santa Maria della Sanità (Nápoly)
A Santa Maria della Sanità vagy más néven San Vincenzo alla Sanità Nápoly egyik bazilikája.

## Leírása
1602-1613 között épült a Domonkos-rendi Giuseppe Nuvolo tervei alapján, az egykori San Gaudioso-katakombák tetején. A templomot Szent Vince tiszteletére emelték. A görög kereszt alaprajzú bazilika kupoláját zöld majolika díszíti, a belseje viszont spártai kialakítású: a freskók, szobrok és domborművek javarésze kortárs művészek alkotása. A San Gaudioso-katakombákba a lejárat a sekrestyén keresztül van. A katakombák jelentősége a 17. századi halotti kultusz virágzásának idején nőtt meg, ekkor készültek el a falakat borító mozaikok is. Az ovális alakú kolostort a 17. században épült szintén Giuseppe Nuvolo tervei alapján. A Domonkos-rendiek életéből inspirált díszítések Giovanni Battista di Pino alkotásai.

## A San Gaudioso-katakombák
Egykori ókeresztény temető. Ide temették az 5. században Szent Gaudiosust, Bithünia püspökét. A 2000-es jubileum alkalmával egyike volt a kiemelt campaniai búcsújáró helyeknek.